# Ingatestone and Fryerning
Ingatestone and Fryerning est une paroisse civile de l'Essex, en Angleterre.